# Mikroorganizem
Míkroorganízem, mikrób, klíca ali drobnoživka je organizem, ki je tako droben, da ni viden s prostim očesom, in ga lahko opazujemo le skozi mikroskop. Mikroorganizmi so navadno enocelični organizmi (enoceličarji) in kot taki vsak zase večinoma niso vidni (z izjemo nekaterih praživali), ker pa se razmnožujejo z delitvijo, se lahko združujejo v skupke, ki so vidni s prostim očesom. Med mikroorganizme štejemo tudi nekatere večcelične vrste mikroskopske velikosti.
Med mikroorganizme navadno štejemo:
- Bakterije
- Enocelične rastline (npr.: plankton)
- Enocelične glive (npr.: kvasovke)
- Enocelične živali